# Polacy w Chorwacji
Polacy w Chorwacji – jedna z 22 uznanych mniejszości narodowych w Chorwacji. Według danych ze spisu powszechnego z 2011 roku Chorwację zamieszkiwało 672 Polaków, co stanowiło 0,02% populacji kraju.
Największym skupiskiem polskiej ludności w Chorwacji jest Zagrzeb, w którym w 2011 zamieszkiwało 166 Polaków, tj. 24,7% Polaków w Chorwacji. W żadnej żupanii udział Polaków w populacji nie przekracza 0,03%.
Historyczna liczebność Polaków w Chorwacji:
- 1931 – 4103 osób
- 1953 – 1575 osób
- 1961 – 1151 osób
- 1971 – 819 osób
- 1981 – 758 osób
- 1991 – 679 osób
- 2001 – 567 osób

## Znane osoby
- Eduard Slavoljub Penkala – chorwacki inżynier, wynalazca i konstruktor polskiego pochodzenia